# Pădureni, Argeș
Pădureni este un sat în comuna Suseni din județul Argeș, Muntenia, România.